# Emiliano Zapata (Tabasco)
Emiliano Zapata è una municipalità dello stato di Tabasco, nel Messico meridionale, il cui capoluogo è la città omonima.
La municipalità conta 29.518 abitanti (2010) e ha un'estensione di 594,2 km².
La città deve il suo nome al famoso capo rivoluzionario Emiliano Zapata Salazar.